# Campeonato Mundial de Corta-Mato de 2015
O 41º Campeonato Mundial de Corta-Mato de 2015 foi realizado em Guiyang, na China, no dia 28 de março de 2015. Participaram da competição 410 atletas de 51 nacionalidades distribuídos em quatro provas. Todas as provas levaram medalhas na categoria individual e por equipe. Na categoria sênior masculino Geoffrey Kipsang do Quênia levou o ouro, e na categoria sênior feminino Yasin Haji da Etiópia levou o ouro. 

## Agenda
Todos os horários são locais (UTC+8). 
| Data        | Hora  | Prova            |
| ----------- | ----- | ---------------- |
| 28 de março | 12:00 | Feminino júnior  |
| 28 de março | 12:00 | Masculino júnior |
| 28 de março | 13:15 | Feminino sênior  |
| 28 de março | 14:10 | Masculino sênior |

## Medalhistas
Esses foram os campeões da competição. 
| Evento                   | Ouro                    | Ouro  | Prata                         | Prata | Bronze                | Bronze |
| ------------------------ | ----------------------- | ----- | ----------------------------- | ----- | --------------------- | ------ |
| Individual               |                         |       |                               |       |                       |        |
| Masculino sênior (12 km) | Geoffrey Kipsang (KEN)  | 34:52 | Bedan Karoki (KEN)            | 35:00 | Muktar Edris (ETH)    | 35:06  |
| Masculino júnior (8 km)  | Yasin Haji (ETH)        | 23:42 | Geoffrey Kipkirui Korir (KEN) | 23:47 | Alfred Ngeno (KEN)    | 23:54  |
| Feminino sênior (8 km)   | Agnes Jebet Tirop (KEN) | 26:01 | Senbere Teferi (ETH)          | 26:06 | Netsanet Gudeta (ETH) | 26:11  |
| Feminino júnior (6 km)   | Letesenbet Gidey (ETH)  | 19:48 | Dera Dida (ETH)               | 19:49 | Etagegn Woldu (ETH)   | 19:53  |
| Equipe                   |                         |       |                               |       |                       |        |
| Masculino sênior         | Etiópia                 | 20    | Quénia                        | 20    | Bahrein               | 54     |
| Masculino júnior         | Quénia                  | 19    | Etiópia                       | 33    | Eritreia              | 52     |
| Feminino sênior          | Etiópia                 | 17    | Quénia                        | 19    | Uganda                | 101    |
| Feminino júnior          | Etiópia                 | 11    | Quénia                        | 33    | Bahrein               | 52     |

## Resultados
Foram disputadas quatro categorias, sendo os 12 primeiros colocados destacados a seguir. 

### Masculino sênior (12 km)
Individual
| Posição           | Atleta                    | Nacionalidade | Tempo |
| ----------------- | ------------------------- | ------------- | ----- |
| Medalha de ouro   | Geoffrey Kipsang Kamworor | Quénia        | 34:52 |
| Medalha de prata  | Bedan Karoki Muchiri      | Quénia        | 35:00 |
| Medalha de bronze | Muktar Edris              | Etiópia       | 35:06 |
| 4                 | Hagos Gebrhiwet           | Etiópia       | 35:15 |
| 5                 | Leonard Barsoton          | Quénia        | 35:24 |
| 6                 | Tamirat Tola              | Etiópia       | 35:33 |
| 7                 | Atsedu Tsegay             | Etiópia       | 35:47 |
| 8                 | Moses Kibet               | Uganda        | 35:53 |
| 9                 | Ismail Juma               | Tanzânia      | 35:55 |
| 10                | Aweke Ayalew              | Bahrein       | 35:56 |
| 11                | Albert Kibichii Rop       | Bahrein       | 35:59 |
| 12                | Phillip Kiprono Langat    | Quénia        | 36:05 |

Equipe
| Muktar Edris    | 3    |
| Hagos Gebrhiwet | 4    |
| Tamirat Tola    | 6    |
| Atsedu Tsegay   | 7    |
| (Bonsa Dida)    | (14) |
| (Tesfaye Abera) | (26) |

| Geoffrey Kipsang Kamworor | 1    |
| Bedan Karoki Muchiri      | 2    |
| Leonard Barsoton          | 5    |
| Phillip Kiprono Langat    | 12   |
| (Moses Letoyie)           | (16) |
| (Joseph Kiprono Kiptum)   | (21) |

| Aweke Ayalew        | 10   |
| Albert Kibichii Rop | 11   |
| El Hassan Elabbassi | 15   |
| Isaac Korir         | 18   |
| (Zelalem Bacha)     | (19) |
| (Hassan Chani)      | (20) |

- Nota: Atletas entre parênteses não pontuaram para o resultado final.

### Masculino júnior (8 km)
Individual
| Posição           | Atleta                  | Nacionalidade | Tempo |
| ----------------- | ----------------------- | ------------- | ----- |
| Medalha de ouro   | Yasin Haji              | Etiópia       | 23:42 |
| Medalha de prata  | Geoffrey Kipkirui Korir | Quénia        | 23:47 |
| Medalha de bronze | Alfred Ngeno            | Quénia        | 23:54 |
| 4                 | Dominic Kiptarus        | Quénia        | 24:00 |
| 5                 | Evans Rutto Chematot    | Bahrein       | 24:03 |
| 6                 | Abraham Habte           | Eritreia      | 24:04 |
| 7                 | Yihunilign Adane        | Etiópia       | 24:05 |
| 8                 | Abe Gashahun            | Etiópia       | 24:08 |
| 9                 | Fred Musobo             | Uganda        | 24:10 |
| 10                | Rodgers Chumo           | Quénia        | 24:11 |
| 11                | Joshua Kiprui Cheptegei | Uganda        | 24:11 |
| 12                | Moses Koech             | Quénia        | 24:11 |

Equipe
| Geoffrey Kipkirui Korir | 2    |
| Alfred Ngeno            | 3    |
| Dominic Kiptarus        | 4    |
| Rodgers Chumo           | 10   |
| (Moses Koech)           | (12) |
| (John Langat)           | (16) |

| Yasin Haji       | 1    |
| Yihunilign Adane | 7    |
| Abe Gashahun     | 8    |
| Haymanot Alewe   | 17   |
| (Yohans Mekasha) | (21) |
| (Adane Weletaw)  | (24) |

| Abraham Habte          | 6    |
| Afewerki Berhane       | 13   |
| Mogos Shumay           | 14   |
| Aron Kifle             | 19   |
| (Yemane Haileselassie) | (23) |

- Nota: Atletas entre parênteses não pontuaram para o resultado final.

### Feminino sênior (8 km)
Individual
| Posição           | Atleta                 | Nacionalidade | Tempo |
| ----------------- | ---------------------- | ------------- | ----- |
| Medalha de ouro   | Agnes Jebet Tirop      | Quénia        | 26:01 |
| Medalha de prata  | Senbere Teferi         | Etiópia       | 26:06 |
| Medalha de bronze | Netsanet Gudeta        | Etiópia       | 26:11 |
| 4                 | Alemitu Heroye         | Etiópia       | 26:14 |
| 5                 | Stacy Chepkemboi Ndiwa | Quénia        | 26:16 |
| 6                 | Emily Chebet Muge      | Quénia        | 26:18 |
| 7                 | Irene Chepet Cheptai   | Quénia        | 26:26 |
| 8                 | Mamitu Daska           | Etiópia       | 26:29 |
| 9                 | Belaynesh Oljira       | Etiópia       | 26:29 |
| 10                | Genet Yalew            | Etiópia       | 27:00 |
| 11                | Nazret Weldu           | Eritreia      | 27:19 |
| 12                | Janet Kisa             | Quénia        | 27:22 |

Equipe
| Senbere Teferi     | 2    |
| Netsanet Gudeta    | 3    |
| Alemitu Heroye     | 4    |
| Mamitu Daska       | 8    |
| (Belaynesh Oljira) | (9)  |
| (Genet Yalew)      | (10) |

| Agnes Jebet Tirop            | 1    |
| Stacy Chepkemboi Ndiwa       | 5    |
| Emily Chebet Muge            | 6    |
| Irene Chepet Cheptai         | 7    |
| (Janet Kisa)                 | (12) |
| (Margaret Chelimo Kipkemboi) | (13) |

| Juliet Chekwel      | 14    |
| Nyakisi Adero       | 24    |
| Patricia Chepkwemoi | 30    |
| Emily Chebet        | 33    |
| (Nancy Cheptegei)   | (DNF) |

- Nota: Atletas entre parênteses não pontuaram para o resultado final.

### Feminino júnior (6 km)
Individual
| Posição           | Atleta                    | Nacionalidade | Tempo |
| ----------------- | ------------------------- | ------------- | ----- |
| Medalha de ouro   | Letesenbet Gidey          | Etiópia       | 19:48 |
| Medalha de prata  | Dera Dida                 | Etiópia       | 19:49 |
| Medalha de bronze | Etagegn Woldu             | Etiópia       | 19:53 |
| 4                 | Daisy Jepkemei            | Quénia        | 19:59 |
| 5                 | Mihret Tefera             | Etiópia       | 20:02 |
| 6                 | Dagmawit Kibru            | Etiópia       | 20:07 |
| 7                 | Gladys Jeptekeny Kipkoech | Quénia        | 20:13 |
| 8                 | Desi Mokonin              | Bahrein       | 20:17 |
| 9                 | Ruth Jebet                | Bahrein       | 20:20 |
| 10                | Winfred Nzisa Mbithe      | Quénia        | 20:31 |
| 11                | Stella Chesang            | Uganda        | 20:37 |
| 12                | Rosefline Chepngetich     | Quénia        | 20:38 |

Equipe
| Letesenbet Gidey | 1    |
| Dera Dida        | 2    |
| Etagegn Woldu    | 3    |
| Mihret Tefera    | 5    |
| (Dagmawit Kibru) | (6)  |
| (Zerfe Lemeneh)  | (14) |

| Daisy Jepkemei            | 4    |
| Gladys Jeptekeny Kipkoech | 7    |
| Winfred Nzisa Mbithe      | 10   |
| Rosefline Chepngetich     | 12   |
| (Winnie Jebichii Koima)   | (13) |
| (Joyline Cherotich)       | (22) |

| Desi Mokonin             | 8    |
| Ruth Jebet               | 9    |
| Fatuma Jawaro Chebsi     | 15   |
| Bontu Rebitu             | 20   |
| (Dalila Abdulkadir Gosa) | (28) |

- Nota: Atletas entre parênteses não pontuaram para o resultado final.

## Quadro de medalhas
| Ordem | País     | Medalha de ouro | Medalha de prata | Medalha de bronze | Total |
| ----- | -------- | --------------- | ---------------- | ----------------- | ----- |
| 1     | Etiópia  | 5               | 3                | 3                 | 11    |
| 2     | Quênia   | 3               | 5                | 1                 | 9     |
| 3     | Bahrein  | 0               | 0                | 2                 | 2     |
| 4     | Eritreia | 0               | 0                | 1                 | 1     |
| 4     | Uganda   | 0               | 0                | 1                 | 1     |
|       | TOTAL    | 8               | 8                | 8                 | 24    |

## Participação
Um total de 410 atletas de 51 países participou. 
| - Argélia (19) - Austrália (22) - Bahrein (15) - Bielorrússia (1) - Butão (2) - Brasil (4) - Burundi (3) - Canadá (22) - China (24) - Taipé Chinesa (1) - Dinamarca (6) - Equador (4) - Egito (1) - Eritreia (16) - Etiópia (24) - Fiji (1) - França (13) | - Grã-Bretanha (17) - Índia (2) - Indonésia (2) - Itália (6) - Japão (21) - Jordânia (2) - Quénia (24) - Quirguistão (1) - Mongólia (2) - Marrocos (11) - Nepal (2) - Coreia do Norte (4) - Peru (12) - Polónia (4) - Portugal (2) - Catar (4) - Ruanda (4) | - Arábia Saudita (1) - Seicheles (1) - Singapura (2) - África do Sul (23) - Espanha (14) - Sudão (5) - Suécia (1) - Suíça (1) - Tajiquistão (2) - Tanzânia (5) - Turquia (1) - Uganda (19) - Estados Unidos (24) - Uzbequistão (4) - Iémen (6) - Zâmbia (1) - Zimbabwe (2) |